# 飛魚五
飛魚座δ，又名CP-67 730，HD 57623、SAO 249809、HR 2803，是飛魚座的一颗恒星，视星等为3.98，位于銀經279.09，銀緯-22.69，其B1900.0坐标为赤經7h 16m 52.8s，赤緯-67° -22.69′ 27″。